# Volitve v Evropski parlament 2009
Volitve v Evropski parlament so potekale med 4. in 7. junijem 2009 v vseh 27 državah članicah Evropske Unije. V Sloveniji so volitve potekale v nedeljo, 7. junija.
Volitve v Evropski parlament, ki je neposredno izvoljeno parlamentarno telo Evropske unije (EU), potekajo vsakih pet let. Na njih lahko volijo vsi državljani EU s splošno volilno pravico.
Volitve v Evropski parlament leta 2009 so potekale v vseh 27 državah članicah EU med 4. in 7. junijem 2009. Volilo se je 736 poslancev, ki bodo zastopali približno 500 milijonov Evropejcev. Volilno pravico ima v državah EU približno 375 milijonov ljudi, kar pomeni, da so bile to največje čez-nacionalne volitve doslej.
Prve volitve v Evropski parlament so bile leta 1979. Pred tem so bili evropski poslanci imenovani izmed članov nacionalnih parlamentov in so funkcijo opravljali neprofesionalno. 
Evropski parlament ima skupaj s Svetom ministrov iz vlad 27 članic EU pristojnost sprejemanja zakonodaje na številnih področjih. Tudi o politikah, kot so kmetijstvo ali zunanje zadeve, kjer ima parlament le posvetovalno vlogo, potekajo razprave in se sprejemajo resolucije, ki pogosto vplivajo na razvoj zakonodajnih predlogov in odločitve Sveta. Parlament ima tudi pristojnost sprejemanja evropskega proračuna ter izvaja demokratični nadzor nad institucijami EU.

## Volilni sistem
Za volitve evropskih poslancev ni enotnega volilnega sistema. Države članice same določijo sistem za izvolitev poslancev iz svoje države, ki pa mora biti v skladu s tremi zahtevami:
- Sistem mora biti oblika proporcionalnega volilnega sistema z listami kandidatov ali prenosljivim glasom
- Volilno območje je lahko razdeljeno na volilne enote, če to ne vpliva na sorazmernost volilnega sistema.
- Volilni prag ne sme presegati 5 odstotkov.

Razdelitev sedežev v Evropskem parlamentu po državah članicah je urejena v skladu z načelom degresivne sorazmernosti, kar pomeni, da se - ob upoštevanju velikosti prebivalstva posamezne države - v manjših držav voli več evropskih poslancev, kot bi se jih sicer ob striktnem upoštevanju samo števila njihovega prebivalstva. Za razdelitev sedežev ni posebne formule. Določa se z evropskimi pogodbami in se spreminja le ob soglasju vseh članic EU.
Državljani EU, ki ne živijo v svoji državi članici temveč imajo stalno prebivališče v drugi članici, lahko volijo ali kandidirajo v državi svojega prebivališča v skladu s postopki, ki jih določa tamkajšnja zakonodaja. V zadnjem sklicu Evropskega parlamenta je bilo kar nekaj poslancev, ki so bili izvoljeni v državi, ki ni država njihovega državljanstva. Državljani EU, ki živijo v tretjih državah, lahko volijo v skladu z določili nacionalnih zakonodaj o volitvah v tujini. Nekatere države omogočajo volitve po pošti in na svojih diplomatsko-konzularnih predstavništvih.

## Volitve junija 2009
V Sloveniji se je v nedeljo, 7. junija 2009 volilo 7 poslancev. Volitve so potekale v nedeljo večini držav članic (Avstrija, Belgija, Bolgarija, Danska, Estonija, Finska, Francija, Grčija, Litva, Luksemburg, Madžarska, Nemčija, Poljska, Portugalska, Romunija, Španija, Švedska). Ciprčani, Latvijci, Maltežani in Slovaki so na volišča odšli v soboto, 6. junija. Na Irskem so bile volitve v petek, 5. junija, prvi pa so lahko volili Britanci in Nizozemci, že v četrtek, 4. junija. V nekaterih državah so potekale volitve dva dni: tako so bile na Češkem v petek in soboto, 5. in 6. junija, v Italiji pa v soboto in nedeljo, 6. in 7. junija. 

## Rezultati volitev 2009
Rezultati so bili objavljeni v nedeljo, 7. junija po 22. uri. Novoizvoljeni parlament se je prvič sestal 14. julija. 

## Slovenski kandidati
Glej: Volitve poslancev iz Slovenije v Evropski parlament 2009